# Джаванян, Вячеслав Юрьевич
Вячеслав Юрьевич Джаванян (род. 5 апреля 1969, Грозный или Ленинакан) — советский и российский профессиональный шоссейный велогонщик. Заслуженный мастер спорта. Серебряный призёр чемпионатов России в групповой гонке (1995).

## Спортивные достижения
1991
Дуо Норман (в паре с Андреем Тетерюком)
1992
 Вуэльта Испании — специальная спринтерская классификация
1994
Вуэльта Уругвая
генеральная классификация
2-й, 4-й, 6-й и 10-й этап
1995
2-й на Чемпионат России — групповая гонка
1996
Тур Польши
генеральная классификация
3-й и 4-й этап
1997
Регио Тур
генеральная классификация
1-й и 2-й этап

## Статистика выступлений наГранд Турах
| Гранд Тур | 1992 | 1993 | 1994 | 1995 | 1996 | 1997 | 1998 |
| --------- | ---- | ---- | ---- | ---- | ---- | ---- | ---- |
| Джиро     | -    | -    | -    | -    | 69   | 80   | -    |
| Тур       | -    | -    | -    | -    | -    | WD   | 81   |
| Вуэльта   | 114  | -    | -    | -    | -    | -    | -    |

WD = снялся с соревнований